# Seleção Israelense de Futebol de Areia
A Seleção Israelense de Futebol de Areia  representa a nação de Israel em competições internacionais de futebol de areia e é controlada pela Associação de Futebol de Israel (IFA), o órgão governamental esportivo israelense.